# The World of Wonderful Reality
The World of Wonderful Reality é um filme de romance mudo britânico de 1924, dirigido por Henry Edwards e estrelado por Edwards, Chrissie White e James Lindsay. Foi baseado num conto de E. Temple Thurston.

## Elenco

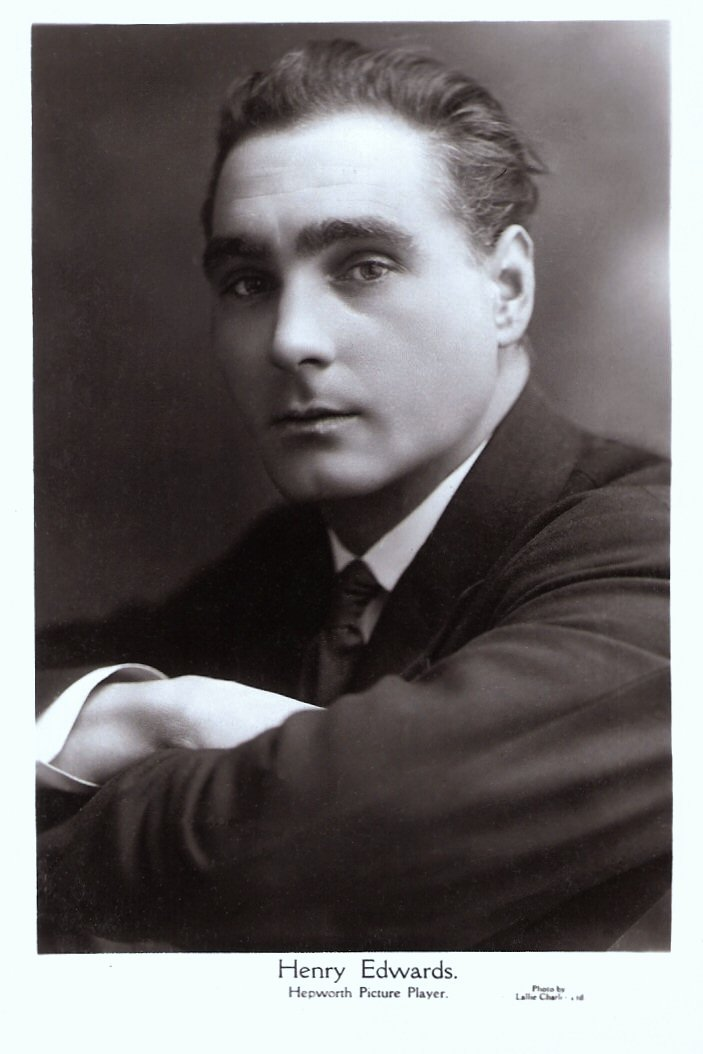
Henry Edwards dirigiu e estrelou o filme

- Henry Edwards ... John Gray
- Chrissie White ... Jill Dealtry
- James Lindsay ... Skipworth
- Henry Vibart ... Thomas Grey
- Gwynne Herbert ... Sra. Grey
- Stephen Ewart ... Sr. Dealtry
- Violet Elliott ... Sra. Dealtry